# Mrigauliya
Mrigauliya – gaun wikas samiti we wschodniej części Nepalu w strefie Kośi w dystrykcie Morang. Według nepalskiego spisu powszechnego z 2001 roku liczył on 2692 gospodarstw domowych i 12913 mieszkańców (6562 kobiet i 6351 mężczyzn).